# Eucyclops agilis
Eucyclops agilis – wątpliwy gatunek widłonoga z rodziny Cyclopidae. Opisał go w 1838 roku niemiecki przyrodnik Carl Ludwig Koch, nadając mu nazwę Cyclops agilis. W bazie World Register of Marine Species takson ten ma status nomen nudum.